# L'impazienza
L'impazienza è il quarto cd degli Yo Yo Mundi, pubblicato nel 1999.

## Curiosità
- Il cd è dedicato in particolare a Marta Russo e Eduardo Galeano.

## Tracce
1. L'impazienza – 3:49
2. L'uomo che aveva catturato il senso del tempo – 3:04
3. Una sera qualunque in Italia – 4:02
4. Il Sud e il Nord (scritta da Ivano Fossati) – 5:15
5. Estasi o delirio – 4:17
6. Al Golgota – 3:17
7. La tuffatrice – 4:04
8. In bilico – 3:46
9. Chi si ricorda di Gigi Meroni? – 2:51
10. Viaggio intorno alla mia stanza – 3:59
11. Lettera di morte apparente – 4:53

## Formazione

### Gruppo
- Paolo Enrico Archetti Maestri – voce, chitarra
- Andrea Cavalieri – basso elettrico, basso acustico, voce, cori
- Fabio Martino – fisarmonica, cori, campionamenti, percussioni
- Eugenio Merico – batteria, percussioni
- Fabrizio Barale – chitarra, cori

Altri musicisti
- Ivano Fossati – voce (4), pianoforte (4-5)
- Claudio Fossati – percussioni (4)
- Andrea Alessandri – rullante (9)
- Nicola Divo – percussioni industriali (11)
- Marco Allocco – archi (5-6-7-11)
- Gianluca Allocco – archi (5-6-7-11)
  - Tra parentesi il numero della traccia in cui è presente il musicista.